# Wasserturm Bad Zwischenahn
| Wasserturm Bad Zwischenahn | Wasserturm Bad Zwischenahn |
| Wasserturm                 | Wasserturm                 |
| Daten                      | Daten                      |
| -------------------------- | -------------------------- |
| Baujahr:                   | 1937/38                    |
| Turmhöhe:                  | 35 m                       |
| Volumen des Behälters:     | 210 m³                     |
| Ursprüngliche Nutzung:     | Wasserturm                 |
| Heutige Nutzung:           | Wasser- und Aussichtsturm  |

Der Wasserturm am Dränkweg 4 in Bad Zwischenahn ist ein Wasser- und Aussichtsturm. Er steht vor allem wegen seiner wirtschafts- und technikgeschichtlichen Bedeutung unter Denkmalschutz.

## Geschichte
Der mit Ziegelsichtmauerwerk verkleidete Turm wurde von dem Hamburger Architekten Fritz Höger entworfen und in den Jahren 1937 und 1938 errichtet. Die Beschaffung des Materials erwies sich als schwierig; Eisen für die Betonbewehrung und Rohrleitungen zum Anschluss an die Trinkwasserversorgung mussten zum Teil von der Luftwaffe und der Kriegsmarine erworben werden. Der Bau kostete rund 80.500 Reichsmark. Der Wasserturm galt der lokalen NSDAP-Führung als Beispiel der wirtschaftlichen Aufbauleistung der Partei. Allerdings stellte sich 2022 heraus, dass der Wasserturm nicht zuletzt zur Versorgung des im Aufbau befindlichen Militärflughafens Adlerhorst in Rostrup diente, von dem aus später Bomber starteten. In Betrieb genommen wurde der Turm am 1. Juni 1938.
Der Hochbehälter des 35 Meter hohen Turms fasst 210 m³ Wasser. Er steht auf Eisenbeton-Stützen. In den unteren Stockwerken des Turmes wurden Büroräume eingebaut. Zwischen 1950 und 1971 beherbergten die beiden unteren Etagen das Fremdenverkehrsbüro der Kurverwaltung, später war der Verein „Bad Zwischenahner Woche“ dort untergebracht. Zeitweise beherbergte der Turm auch die sogenannte „Ostdeutsche Heimatstube“.
Heute wird der Turm als Aussichtsturm genutzt. Die Aussichtsplattform ist über 180 Stufen zu Fuß zu erreichen, aufgrund des baulichen Zustands kann der Turm zurzeit jedoch nicht bestiegen werden.
2009 wurde beschlossen, den Turm aus nördlicher und südlicher Richtung zu illuminieren.